# Madonna mit Kind (Gemünden (Daun))

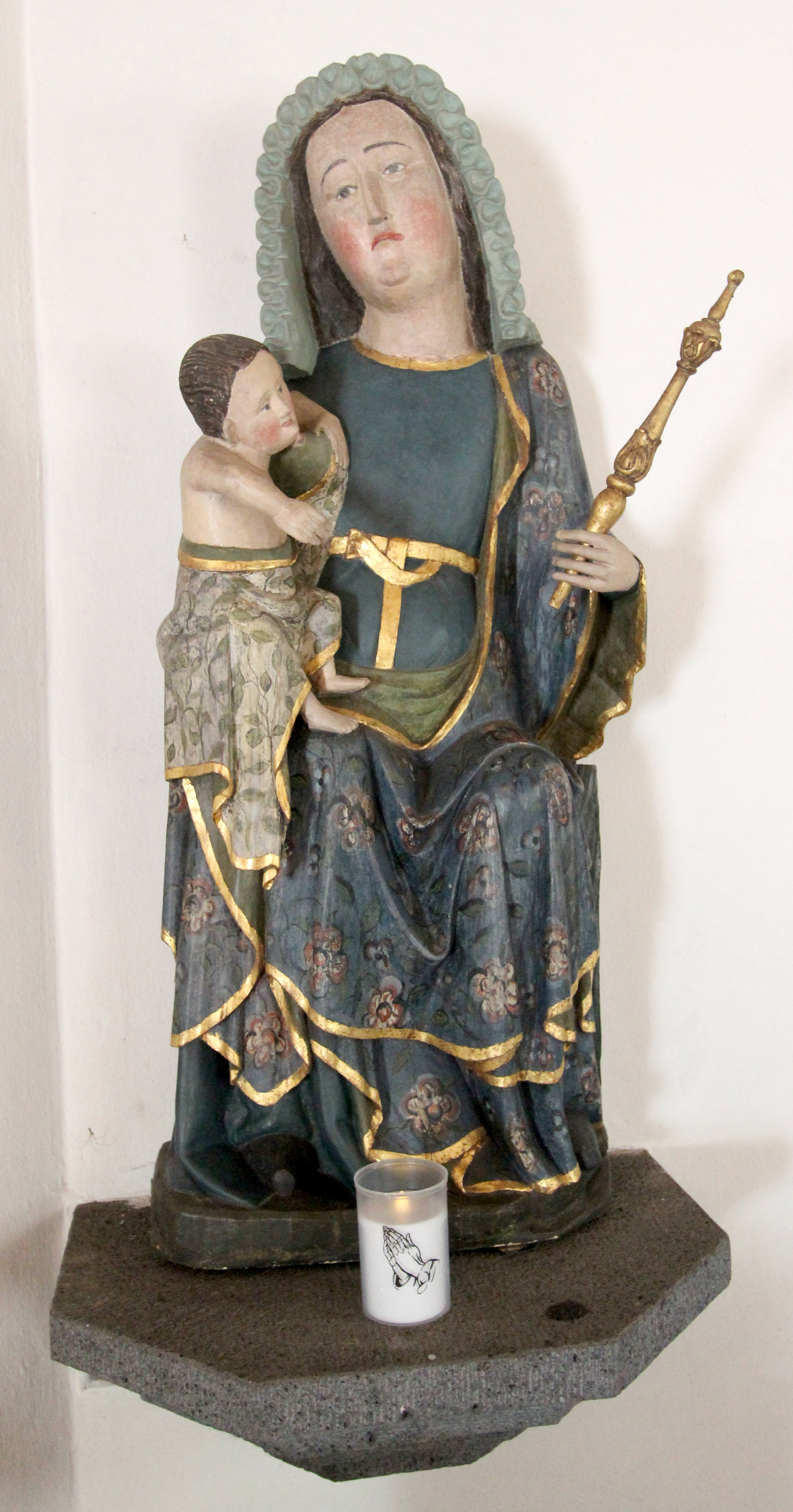
Madonna mit Kind in Gemünden

Die Skulptur Madonna mit Kind in der katholischen Filialkirche St. Donatus in Gemünden, einem Stadtteil von Daun im Landkreis Vulkaneifel in Rheinland-Pfalz, wurde im 14. oder 15. Jahrhundert geschaffen.
Die circa einen Meter hohe und wohl später farbig gefasste Holzskulptur mit der sitzenden Maria und dem Jesuskind an ihrer rechten Seite könnte um 1400 entstanden sein. Die Kopfkrause spricht für den Anfang des 15. Jahrhunderts.
Maria mit einem Zepter in der linken Hand wird mit einem breiten Gesicht mit roten Backen und spitzen Formen dargestellt. Das eng anliegende Obergewand wird von einem Gürtel umspannt. Der weite Mantel mit vielen Falten endet flach auf dem Boden. 
Maria stillt mit der rechten Brust das Kind (siehe: Maria lactans).